# Granvin
Granvin é uma comuna da Noruega, com 211 km² de área e 1 008 habitantes (censo de 2005).